# Assassinat ciblé de Mohammed Deïf
 (juillet 2024).
La mise en forme du texte ne suit pas les recommandations de Wikipédia : il faut le « wikifier ».
Les points d'amélioration suivants sont les cas les plus fréquents. Le détail des points à revoir est peut-être précisé sur la page de discussion.
- Les titres sont pré-formatés par le logiciel. Ils ne sont ni en capitales, ni en gras.
- Le texte ne doit pas être écrit en capitales (les noms de famille non plus), ni en gras, ni en italique, ni en « petit »…
- Le gras n'est utilisé que pour surligner le titre de l'article dans l'introduction, une seule fois.
- L'italique est rarement utilisé : mots en langue étrangère, titres d'œuvres, noms de bateaux, etc.
- Les citations ne sont pas en italique mais en corps de texte normal. Elles sont entourées par des guillemets français : « et ».
- Les listes à puces sont à éviter, des paragraphes rédigés étant largement préférés. Les tableaux sont à réserver à la présentation de données structurées (résultats, etc.).
- Les appels de note de bas de page (petits chiffres en exposant, introduits par l'outil «  Source ») sont à placer entre la fin de phrase et le point final[comme ça].
- Les liens internes (vers d'autres articles de Wikipédia) sont à choisir avec parcimonie. Créez des liens vers des articles approfondissant le sujet. Les termes génériques sans rapport avec le sujet sont à éviter, ainsi que les répétitions de liens vers un même terme.
- Les liens externes sont à placer uniquement dans une section « Liens externes », à la fin de l'article. Ces liens sont à choisir avec parcimonie suivant les règles définies. Si un lien sert de source à l'article, son insertion dans le texte est à faire par les notes de bas de page.
- La présentation des références doit suivre les conventions bibliographiques. Il est recommandé d'utiliser les modèles {{Ouvrage}}, {{Chapitre}}, {{Article}}, {{Lien web}} et/ou {{Bibliographie}}. Le mode d'édition visuel peut mettre en forme automatiquement les références.
- Insérer une infobox (cadre d'informations à droite) n'est pas obligatoire pour parachever la mise en page.

Pour une aide détaillée, merci de consulter Aide:Wikification.
Si vous pensez que ces points ont été résolus, vous pouvez retirer ce bandeau et améliorer la mise en forme d'un autre article.
L'attaque israélienne à Al-Mawasi est un bombardement aérien mené par l'armée israélienne le 13 juillet 2024, visant à assassiner le haut responsable du Hamas Mohammed Deïf et le commandant de la brigade de Khan Younès Rafah Salameh. L'attaque a été menée dans une zone densément peuplée, à Al-Mawasi, dans la périphérie ouest de Khan Younès, dans la bande de Gaza.
Près d'une centaine de personnes sont tuées et des centaines blessées au cours du bombardement.

## Déclenchement de la guerre
Le matin du 7 octobre 2023, les organisations Hamas et Jihad islamique ont lancé une attaque surprise contre Israël. Des massacres (1 150 personnes, dont 779 civils ont été tuées) et des viols ont été commis. De plus, ont été enlevées vers la bande de Gaza environ 251 personnes, parmi lesquelles des femmes, des personnes âgées et des bébés.
L'attaque du 7 octobre a été la cause du déclenchement de l'opération Épées de fer, dans le cadre de laquelle de nombreux civils de la bande de Gaza ont reçu l'ordre d'évacuer vers des zones humanitaires sûres. En décembre 2023, Tsahal a déclaré une zone humanitaire sûre à Al-Mawasi et a étendu la « zone sûre » à des parties de Khan Younès. Les zones qui ne faisaient pas partie de la zone humanitaire d'Al-Mawasi et où se trouvaient des terroristes ont été bombardées.

## Mohammed Deïf: ennemi numéro 1 d’Israël
Mohammed Deïf a rejoint les Frères musulmans a l'adolescence. Il est le chef des brigades Izz al-Din al-Qassam, branche armée du Hamas depuis 2002 et commanditaire présumé des attaques du 7 octobre 2023. Il est considéré comme l'inspirateur de la vague d'attentats-suicide des années 2000-2005 contre des soldats et civils israéliens.
Il a contribué à la croissance des capacités balistiques du mouvement armé et a conceptualisé le réseau de tunnels creusés sous la bande de Gaza,.
Son parcours ont fait de lui l'homme « le plus recherché » par l'armée israélienne depuis de nombreuses années.
Il a survécu à au moins huit tentatives d’assassinat, et à de graves blessures, qui ont suscité jusqu’à sa mort des interrogations sur ses capacités physiques réelles, et sur le rôle opérationnel qu’il joue encore au sein de la branche armée du Hamas.
En 2014, dans une frappe aérienne visant sa famille, Israël a tué le frère de Deif, son neveu, sa nièce, sa femme, sa fille de 3 ans et son fils de 7 mois.

## Frappes aériennes: cibles et déroulement
L'armée israélienne indique que l'attaque a eu lieu dans une zone clôturée de la région, utilisée par les militants du Hamas ; elle visait une installation où se trouvaient des hauts responsables du Hamas et une unité de purification d'eau dans la région, ainsi qu'une maison séparée située à une certaine distance. En particulier, étaient visés deux hauts cadres du Hamas : Mohammed Deïf (chef de la branche armée du Hamas) et Rafah Salameh (commandant de la brigade du Hamas à Khan Younès).
Selon Al Jazeera, des avions de combat ont frappé le complexe d'Al-Mawasi avec cinq bombes et cinq missiles. L'attaque s'est déroulée en quatre phases : frappe sur la partie du bâtiment où les renseignements pensaient que Mohammed Deïf et Rafah Salameh se trouvaient ; puis lancement d'un missile qui a détruit l'ensemble du bâtiment ; puis création d'une ceinture de feu autour de la zone pour empêcher les forces de secours d'arriver et d'aider ; et enfin, lancement d'un missile perce-bunker qui a frappé un complexe souterrain, où Deif aurait pu tenter de s'échapper.

## Désaccords sur le nombre et la nature des victimes
Le ministère de la Santé du gouvernement du Hamas a fait état de 90 morts « dont la moitié étaient des femmes et des enfants », et de 300 blessés — révisant à la hausse un premier bilan de 71 morts — dans la frappe de «l'occupation » (Israël), d'après un communiqué qui ne précise pas le nombre de combattants tués,.
Mais, l'AFP n'a pas pu vérifier ces chiffres de façon indépendante.
L'armée israélienne affirme quant à elle que la plupart des victimes étaient des combattants, y compris les gardes du corps de Deif et Salameh.
Rafah Salameh est décédé dans le cadre de cette attaque ; aucune certitude n'est en revanche avancée concernant Mohammed Deïf.

## Polémiques sur la crédibilité des chiffres du Hamas dans un contexte de guérilla urbaine
De récentes analyses incitent à la prudence quant au décompte des victimes fournis par le Hamas : celles-ci montrent en effet une tendance récurrente à surestimer le nombre d'enfants et de femmes tués (en mai 2024, les Nations Unies ont revu les modalités de décompte des victimes, conduisant à une division par deux de l'estimation des femmes et d’enfants tués) et à sous-estimer le nombre de combattants tués.
Par ailleurs, le décompte des victimes imputées aux attaques israéliennes fournis par le Ministère de la Santé du Hamas semble aussi inclure à la fois les morts naturelles et les victimes des tirs ratés en provenance des forces palestiniennes.
Enfin, de l'aveu même du Hamas, les statistiques s'appuient pour partie sur des sources non étayées. Aussi, le 6 avril dernier, un tiers des décès annoncés ne pouvaient être ni prouvés, ni documentés.
À cette polémique s'ajoute celle portant sur les attaques dites « non proportionnées » de l'armée israélienne. Nombre d'observateurs reprochent en effet à l'État hébreu de bombarder sans discrimination et de tuer massivement les civils palestiniens ; cette dernière attaque sur Al-Mawasi, zone supposée protégée, en serait une illustration de plus.
D'autres observateurs, au contraire, créditent Israël du droit à se défendre et mesurent la difficulté de mener une guerre à 3 dimensions (tunnels, sols, étages) contre des guerriers sans uniforme mêlés à la population et qui l'utiliseraient comme « boucliers humains »,.